# The Pride and the Passion
The Pride and the Passion (br: Orgulho e Paixão  ) é um filme estadunidense de 1957, dos gêneros guerra e aventura, dirigido por Stanley Kramer.

## Sinopse
O filme se passa na era napoleônica, conta a história de um oficial britânico que tem ordens para recuperar um canhão enorme da Espanha e levá-lo para as forças britânicas da marinha.  

## Elenco
- Cary Grant ...  Anthony
- Frank Sinatra ...  Miguel
- Sophia Loren ...  Juana
- Theodore Bikel ...  General Jouvet
- John Wengraf ...  Sermaine